# Показникова функція
Показнико́ва, або експоненці́йна фу́нкція (англ. exponential function) — функція виду {\displaystyle f(x)=a^{x}\,\!}, де {\displaystyle ~a} — стале число (додатне, але відмінне від одиниці).
У дійсному випадку основа степеня — деяке додатне дійсне число, а аргументом функції є дійсний показник степеня.
Показникова функція узагальнюється в теорії комплексних функцій, де аргумент і показник степеня можуть бути довільними комплексними числами.
У найзагальнішому вигляді — {\displaystyle ~u^{v}}, введена Лейбніцем 1695 року.
Особливо виділяється випадок, коли як основа степеня виступає число e. Така функція називається експоне́нтою (дійсною або комплексною).

## Визначення
Нехай {\displaystyle a} — додатне дійсне число, {\displaystyle x} — раціональне число: {\displaystyle x={\frac {m}{n}}}. Тоді {\displaystyle a^{x}\,\!} визначається за такими правилами.
- Якщо {\displaystyle x>0}, то {\displaystyle a^{x}={\sqrt[{n}]{a^{m}}}}.
- Якщо {\displaystyle x=0}, то {\displaystyle \ a^{x}=1}.
- Якщо {\displaystyle x<0}, то {\displaystyle a^{x}={\frac {1}{a^{|x|}}}} (для {\displaystyle \ a>0}).

Показникову функцію {\displaystyle \exp :\mathbb {C} \to \mathbb {C} } можливо визначити багатьма еквівалентними способами. Зазвичай її визначають за допомогою наступного степеневого ряду:
{\displaystyle \exp(z)=\sum _{k=0}^{\infty }{z^{k} \over k!}=1+z+{z^{2} \over 2}+{z^{3} \over 6}+{z^{4} \over 24}+\cdots }
Оскільки радіус збіжності цього степеневого ряду є нескінченним, це визначення застосовується для всіх комплексних чисел {\displaystyle z}. Сталу e можна визначити як {\textstyle e=\exp(1)=\sum _{k=0}^{\infty }(1/k!)}.
Для довільного дійсного показника {\displaystyle x} значення {\displaystyle a^{x}} можна визначити як границю послідовності {\displaystyle a^{r_{n}}}, де {\displaystyle r_{n}} — раціональні числа, що сходяться до {\displaystyle x}. Для експоненти є й інші визначення через границю, наприклад:
{\displaystyle e^{x}=\lim _{n\rightarrow \infty }\left(1+{\frac {x}{n}}\right)^{n}.}

## Основні властивості
Дійсну показникову функцію визначено на всій дійсній осі більше нуля. При {\displaystyle a>1} вона всюди зростає; при {\displaystyle 0<a<1} функція спадає на всій області визначення.
Виконуються тотожності
- {\displaystyle a^{0}=1};
- {\displaystyle a^{x+y}=a^{x}a^{y}};
- {\displaystyle (a^{x})^{y}=a^{xy}}.

Зворотна функція до показникової функції — логарифм.
Показникова функція росте на нескінченності швидше будь-якої степеневої:
{\displaystyle \lim \limits _{x\to \infty }{\frac {x^{n}}{a^{x}}}=0}
Показникова функція нескінченно диференційована, її похідною є {\displaystyle {d \over dx}a^{x}=(\ln a)a^{x}.}

## Експонента

e — це таке унікальне число a, при якому похідна (іншими словами тангенс кута нахилу дотичної) показникової функції f (x) = a^{x} (синя крива) в точці x = 0 в точності дорівнює 1. Для порівняння показані функції 2^{x} (точкова крива) та 4^{x} (пунктирна крива); тангенс нахилу їхньої дотичної відмінний від 1 (ця дотична намальована червоним)

Експонента ({\displaystyle \exp }) — функція {\displaystyle \exp(x)=e^{x}\,}, де e — основа натурального логарифма ({\displaystyle e\approx 2{,}718\,281\,828\,459} — число Ейлера).

### Властивості
Експонента є визначеною на всій дійсній осі. Вона усюди зростає й є більшою за нуль. Зворотною функцією до неї є натуральний логарифм.
Експонента є нескінченно диференційованою. Її похідна в точці нуль дорівнює «1», тому дотична в цій точці проходить під кутом 45°.
Основна функціональна властивість експоненти: {\displaystyle \exp(a+b)=\exp(a)\exp(b)\,}. Неперервна функція з такою властивістю або тотожно дорівнює 0, або має вид {\displaystyle \exp(ct)\,}, де {\displaystyle c} — деяка стала.

### Формальне визначення

Експоненційна функція (синя лінія), і сума перших n + 1 членів степеневого ряду записаного зліва (червона лінія).

Експоненційну функцію може бути означено двома еквівалентними способами. Через ряд Тейлора:
{\displaystyle e^{x}=\sum _{n=0}^{\infty }{x^{n} \over n!}=1+x+{x^{2} \over 2!}+{x^{3} \over 3!}+{x^{4} \over 4!}+\cdots .}
або через границю:
{\displaystyle e^{x}=\lim _{n\rightarrow \infty }(1+x/n)^{n}}
Тут x — довільне дійсне, комплексне, p-адичне число або обмежений лінійний оператор.

## Комплексна експонента

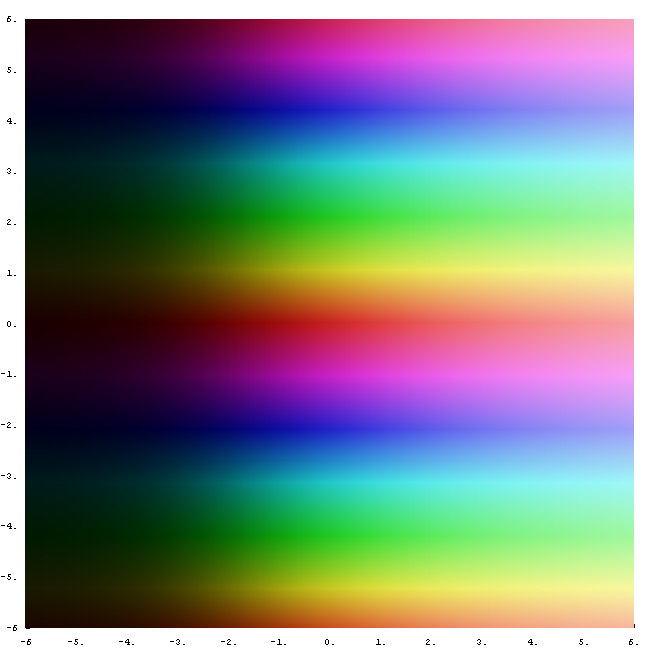
Графік експоненти в комплексній площині.
Легенда

Комплексна експонента — математична функція, що означується співвідношенням {\displaystyle f(z)=e^{z}}, де {\displaystyle z} є комплексним числом. Комплексна експонента означується як аналітичне продовження експоненти {\displaystyle f(x)=e^{x}} дійсної змінної {\displaystyle x}:
Означмо формальний вираз
{\displaystyle e^{z}=e^{x+iy}=e^{x}\cdot e^{iy}}.
Означений таким чином вираз на дійсній осі буде збігатися з класичною дійсною експонентою. Для повної коректності побудови необхідно довести аналітичність функції {\displaystyle e^{z}}, тобто показати, що {\displaystyle e^{z}} розкладається в деякий збіжний до даної функції ряд. Покажемо це:
{\displaystyle f(z)=e^{z}=e^{x}\cdot e^{iy}=e^{iy}\sum _{n=0}^{\infty }{\frac {x^{n}}{n!}}}
Збіжність даного ряду легко доводиться:
{\displaystyle \left|e^{iy}\sum _{n=0}^{\infty }{\frac {x^{n}}{n!}}\right|\leq \left|\sum _{n=0}^{\infty }{\frac {x^{n}}{n!}}\right|\leq \sum _{n=0}^{\infty }\left|{\frac {x^{n}}{n!}}\right|=\sum _{n=0}^{\infty }{\dfrac {|x|^{n}}{n!}}=e^{|x|}}.
Ряд усюди збігається абсолютно, тобто взагалі всюди збігається, таким чином, сума цього ряду в кожній конкретній точці буде визначати значення аналітичної функції {\displaystyle f(z)=e^{z}}. Відповідно до теореми єдиності, отримане продовження буде єдиним, отже, на комплексній площині функція {\displaystyle e^{z}} є всюди визначеною й аналітичною.

### Властивості
- Комплексна експонента — ціла голоморфна функція на всій комплексній площині. Вона в жодній точці не обертається на нуль.
- {\displaystyle e^{z}} — періодична функція з основним періодом 2πi: {\displaystyle e^{i\varphi }=e^{i(\varphi +2\pi )}}. Через періодичність комплексна експонента має безліч листів. Як її однолисну область можна вибрати будь-яку горизонтальну смугу висотою {\displaystyle 2\pi }.
- {\displaystyle e^{z}} — єдина функція, похідна (а також, відповідно, й інтеграл) якої дорівнює їй самій.
- Алгебрично експоненту від комплексного аргументу {\displaystyle z=x+iy} може бути визначено наступним чином:
{\displaystyle e^{z}=e^{x+iy}=e^{x}e^{iy}=e^{x}(\cos \,y+i\sin \,y)} (формула Ейлера)
  - Зокрема, має місце (тотожність Ейлера)
{\displaystyle e^{i\pi }+1=0}

### Графіки функції
Показникова функція відображує будь-яку пряму в комплексній площині у логарифмічну спіраль на комплексній площині з центром в початку координат. Необхідно відмітити два особливі випадки: коли початкова пряма є паралельною до осі дійсних чисел, отримувана в результаті спіраль ніколи не замикається в собі; коли пряма є паралельною осі уявних чисел, отримувана в результаті спіраль є колом із деяким радіусом.

Графіки показникової функції у комплексній площині
z = Re(ex + iy)
z = Im(ex + iy)

- {\displaystyle z=|e^{x+iy}|}